# 2019冠状病毒病中国大陆入境隔离检疫政策
2019冠状病毒病中国大陆入境隔离检疫政策是指中国内地自2020年3月起，为应对2019冠状病毒病疫情，遏制境外输入风险而对境外入境人员实施的隔离检疫政策。

## 措施
境外人员在抵达后通常将被转送至集中隔离观察点进行观察，解除集中隔离后还将进行居家隔离及居家健康监测或自我健康监测。隔离期间要完成多次核酸检测。居家隔离要满足「八个要」，即：
- 隔离房间要满足单人单间单卫；
- 要安装电子门磁；
- 隔离人员及同住人员均不得外出并且隔离人员要每天要向社区上报两次体温；
- 医疗机构要上门进行核酸检测；
- 社区要保障隔离人员生活；
- 若无法满足居家隔离条件则要参加集中隔离；
- 出现发热、干咳等症状要主动上报并及时闭环转运至定点医疗机构排查；
- 其他急症要去定点医疗机构就诊。

居家健康监测期间需每天测量体温并按要求检测核酸，并且非必要不外出，避免甚至禁止参加聚集性活动、前往人口密集场所或密闭半密闭场所、乘坐公共交通工具。居家健康监测期间同住人员若无不适则可以外出。自我健康监测期间仅需每天注意自己健康状况，出现类似新冠的症状则需到定点医疗机构排查。隔离措施通常被简写为数字，如「14+14」是指14天集中隔离+14天居家隔离，「14+7+7」是指14天集中隔离+7天居家隔离+7天居家健康监测等。

## 时间线
2020年3月，中国内地的疫情逐渐好转，但2019冠状病毒病却在亚洲及欧洲的多个国家开始爆发。为了防止境外输入，各省市相继对来自疫情严重国家的入境人员采取隔离措施，要求集中隔离14天。这一措施随着新冠的全球大爆发而最终延伸至所有入境人士。2020年8月12日，澳门恢复与中国内地免隔离通关，但其后在2021年9月和2022年6月爆发的本土聚集性疫情而暂停免隔离通关，期间所有自澳门入境中国内地的人员均被要求接受隔离措施。
随着越来越多入境人士在结束隔离观察后发病并引发本土聚集性感染，隔离措施在2021年初升级。截止2021年5月底，大部分地区采用14天集中隔离+7天居家隔离、14天集中隔离+14天居家隔离、14天集中隔离+7天居家隔离+7天居家健康监测的模式，共需21天或28天，隔离时间最长的湖北省武汉市共需35天。2021年8月，江苏省盐城市要求入境人士在完成居家健康监测后依然要每周做一次核酸，直至入境满90天。此后江苏多地在要求入境人士在完成居家健康监测后进行28天的跟踪健康监测，期间可自由活动，但入境人士和同住人士需要接受6次核酸检测。2021年9月，辽宁省沈阳市采取21天集中隔离+7天居家隔离+28天居家健康监测，共56天，为当时隔离时间之最。
2022年，奥密克戎变异株逐渐流行，由于其潜伏期短、症状较轻，加之国务院决定制定便利外企人员往来的措施，自5月以后部分地区入境隔离时间有所缩短。2022年6月中旬，北京、江苏、湖北武汉等地入境人士仅需7天集中隔离+7天居家隔离。根据国家卫健委2022年6月印发的《新型冠状病毒肺炎防控方案（第九版）》，将入境人员隔离管控时间从“14天集中隔离医学观察+7天居家健康监测”调整为“7天集中隔离医学观察+3天居家健康监测”。2022年11月11日印发的文件再次调整为“5天集中隔离+3天居家隔离”。
2022年12月14日，據漳州市委机关报《閩南日報》報道，福建漳州市近日發布「十條」措施，當中要求將對接觸境外船舶和人員的漁船民，按照海外入境人員進行管控。2022年12月19日起，入境人員「2天集中隔離+3天居家隔離」；2023年1月9日起，入境人員「3天居家隔離」。相关消息引发关注，但漳州市衛健委负责人表示暫未收到文件通知。其后香港衛視21日報導，中國大陸將於2023年1月3日「全面開放入境措施」的消息。據香港《星島日報》報導，相关消息爆料者疑是香港衛視綜合台副台長秦楓，其姑父是中國前外長李肇星。另外也有一些在四川省成都市入境隔离的民众透露，成都入境隔离时间实际上已经缩短为“2+3”（两天集中隔离+三天居家隔离），尽管成都机场方面暂未接到新的调整通知。
2022年12月26日，国务院联防联控机制发布《关于对新型冠状病毒感染实施“乙类乙管”的总体方案》，明确自2023年1月8日起，入境人员在行前48小时进行核酸检测，结果阴性者可入境，无需申请健康码，将结果填入海关健康申明卡。如呈阳性，相关人员应在转阴后再入境；取消入境后全员核酸检测和集中隔离，健康申报正常且海关口岸常规检疫无异常者，可放行进入社会面。